# مطار زالتسبورغ
مطار سالزبورغ (بالألمانية: Flughafen Salzburg) (إياتا: SZG، إيكاو: LOWS) ويسمي أيضا باسم مطار فولفغانغ أماديوس موزارت هو مطار عام يقع في مدينة سالزبورغ النمساوية و تتخذه شركة يوروينغز يوروب منخفض التكلفة المملوكة لشركة لوفتهانزا مقرا لها. يخدم هذا المطار مدينة سالزبورغ رابع أكبر مدن النمسا وبوابة هذا البلد لرياضة التزلج والسياحة المرتبطة بها. يقع المطار في جنوب غرب المدينة وتفصله كيلومتران فقط من الحدود الألمانية النمساوية. تملك بلدية سالزبورغ بنسبة 25% والباقي أي 75% تملكه حكومة مقاطعة سالزبورغ.

## الشركات والوجهات

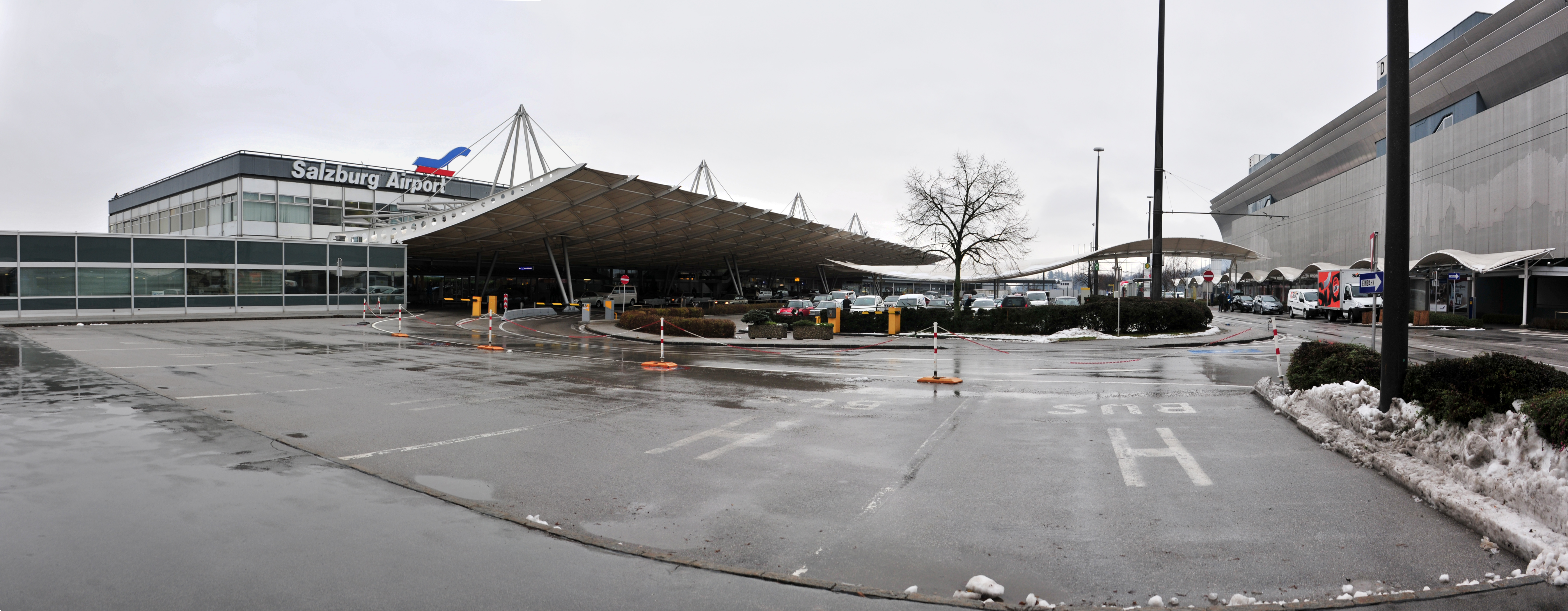
البناية الرئيسية

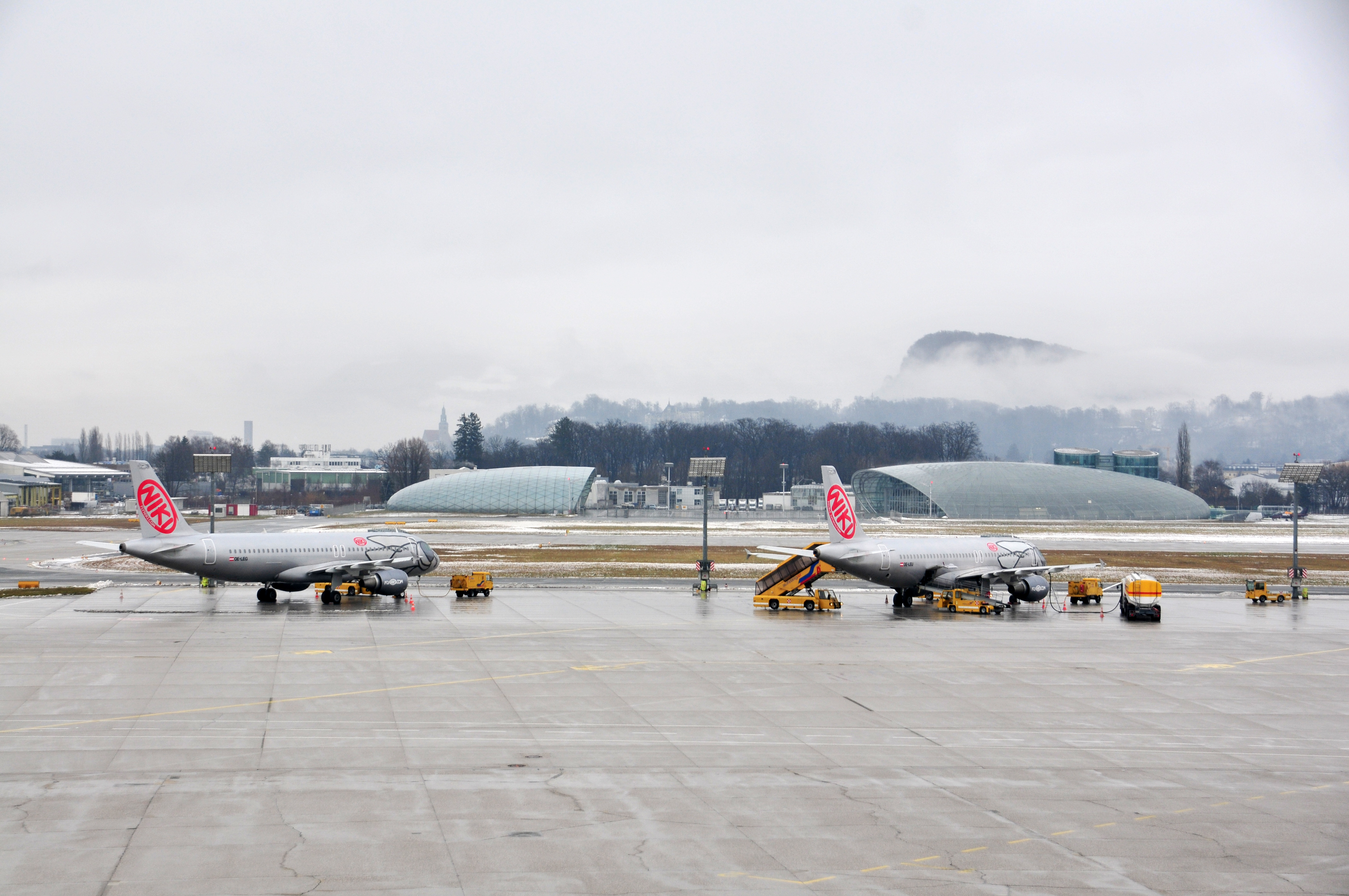
Apron overview

الشركات التالية توفر رحلات منتظمة أو موسمية من وإلى مطار سالزبورغ.:
| شركـات طيـران              | الوجهات |
| -------------------------- | --- |
| طيران البلطيق              | موسمي: مطار ريغا الدولي، مطار تالين |
| إير كورسيكا                | موسمي: Calvi |
| الخطوط الجوية الفرنسية     | موسمي: مطار باريس شارل ديغول |
| طيران صربيا                | مطار بلغراد نيكولا تسلا |
| الخطوط الجوية البريطانية   | موسمي: مطار لندن سيتي، مطار غاتويك، مطار لندن هيثرو، Southampton |
| Corendon Airlines          | موسمي: مطار أنطاليا |
| إيزي جيت                   | موسمي: مطار سخيبول أمستردام، مطار بريستول، مطار ليفربول، مطار غاتويك، مطار لندن لوتن |
| يورو وينجز                 | مطار برلين براندنبرغ، مطار كولونيا بون الدولي، مطار دوسلدورف الدولي، مطار هامبورغ، مطار الغردقة الدولي موسمي: مطار كوبنهاغن، Corfu، مطار كناريا الكبرى، مطار كاندية الدولي ‏، مطار إيبيزا، Karpathos، Kos، Lamezia Terme ‏، مطار لارنكا الدولي، مطار مرسى علم الدولي (تبدأ في 26 أكتوبر 2023)، Olbia، مطار ميورقة، Rhodes، مطار ستوكهولم أرلاندا، مطار تينيريفي الجنوبي، Thessaloniki، مطار زاكينثوس الدولي ‏ |
| فين إير                    | موسمي: مطار هلسنكي فانتا |
| فلاي دبي                   | مطار دبي الدولي |
| طيران ناس                  | موسمي: مطار الملك خالد الدولي |
| طيران آيسلندا              | موسمي: مطار كيفلافيك الدولي |
| جيت تو دوت كوم             | موسمي: مطار بلفاست الدولي، مطار برمينغهام، مطار بريستول، East Midlands ‏، مطار إدنبرة، Leeds/Bradford، مطار لندن ستانستد، مطار مانشستر، مطار نيوكاسل |
| Lübeck Air ‏                | Lübeck |
| لوفتهانزا                  | مطار فرانكفورت |
| آير شاتل النرويجية         | موسمي: مطار كوبنهاغن، مطار أوسلو-غاردرموين، مطار ستوكهولم أرلاندا |
| بلاي (شركة طيران)          | موسمي: مطار كيفلافيك الدولي |
| رايان إير                  | مطار لندن ستانستد موسمي: مطار دبلن الدولي، مطار مانشستر |
| الخطوط الجوية الإسكندنافية | موسمي: مطار كوبنهاغن |
| ترانسافيا                  | مطار سخيبول أمستردام موسمي: مطار بروكسل الدولي، مطار آيندهوفن، مطار روتردام لاهاي |
| توي للطيران                | موسمي: مطار برمينغهام، مطار بريستول، East Midlands ‏، مطار غاتويك، مطار لندن ستانستد، مطار مانشستر، مطار نيوكاسل |
| الخطوط الجوية التركية      | مطار إسطنبول الدولي موسمي: مطار أردو غيرسون |

## الإحصاءات
| العام | عدد الركاب | تغيير   |
| ----- | ---------- | ------- |
| 2005  | 1،695،430  |         |
| 2006  | 1،878،266  | ▲ 10.8% |
| 2007  | 1،946،422  | ▲ 3.6%  |
| 2008  | 1،809،601  | ▼ 7.1%  |
| 2009  | 1،552،154  | ▼ 14.3% |
| 2010  | 1،625،842  | ▲ 4.8%  |
| 2011  | 1،700،989  | ▲ 4.6%  |
| 2012  | 1،666،487  | ▼ 3.0%  |
| 2013  | 1،662،834  | ▼ 0.2%  |
| 2014  | 1،819،520  | ▲ 9.4%  |

## وصلات خارجية
- موقع المطار
- حالة الطقس في مطار زالتسبورغ.
- تاريخ الحوادث لـ (SZG) على شبكة سلامة الطيران.